# 年輕的殉道者
《年輕的殉道者》（ La Jeune Martyre）是法國畫家保羅·德拉羅什的一幅油畫。它完成於1855年，以浪漫主義風俗畫風格為基礎，目前收藏在巴黎羅浮宮。這幅畫的第一版創作於1853年，現藏於聖彼得堡艾米塔吉博物館。
《年輕的殉道者》既體現了德拉羅什對歷史準確性的重視，也展現繪畫中戲劇性和情感性，描繪了一名基督徒婦女的殉難，同時殉道者額頭上散發著超凡脫俗的光環，強調了這幅畫的戲劇性。